# FIFA Manager 08
FIFA Manager 08 este un joc creat de EA Sports, parte a seriei FIFA Manager. A fost lansat pe data de 2 noiembrie 2007 pe PC.